# René Jourdan
Pour les articles homonymes, voir Jourdan.
René Jourdan, né le 12 mai 1943 à Arblade-le-Bas (Gers) et mort le 7 juin 2025 à Saint-Pierre-du-Mont (Landes), est un athlète français, spécialiste des courses de fond.

## Biographie
René Jourdan remporte quatre titres de champion de France : trois sur 5 000 mètres en 1967, 1969 et 1970, et un sur 10 000 mètres en 1968.
Cinquième du 10 000 m lors des Championnats d'Europe 1969, il remporte la médaille de bronze par équipes des Championnats du monde de cross-country 1974, à Monza en Italie.
Le 4 juin 1969, à Saint-Maur-des-Fossés, il établit un nouveau record de France du 10 000 mètres en 28 min 28 s 8. Ce record sera amélioré en 1971 par Noël Tijou.
Il prend la 7e place de la finale du 10 000 mètres lors des championnats d'Europe de 1969 (1).
Il a participé en outre à la Corrida de la Saint-Silvestre de Sao Paulo de 1969 en terminant 10e de la célèbre course brésilienne (2).
René Jourdan meurt le 7 juin 2025 à l'âge de 82 ans.

### Palmarès
- Championnats de France d'athlétisme :
  - vainqueur du 5 000 m en 1967, 1969 et 1970
  - vainqueur du 10 000 m en 1968.

### Records
| Épreuve  | Performance   | Lieu | Date |
| -------- | ------------- | ---- | ---- |
| 5 000 m  | 13 min 43 s 0 |      | 1969 |
| 10 000 m | 28 min 28 s 8 |      | 1969 |